# 郭援
郭援（？—202年），東漢末年人物，袁尚部下，鍾繇之甥，袁尚自封其為河東郡太守。

## 生平
建安七年（202年），袁尚命令郭援、呼廚泉、高幹攻打河東，郭援所經城邑皆下。郡吏賈逵拒絕投降，郡中百姓愛惜賈逵，與郭援約法三章，不傷賈逵乃降。郭援欲攬賈逵為其部下遭拒，且賈逵拒絕向郭援叩頭後大罵，郭援欲斬之，百姓知道後圍堵郭援，賈逵夜間出逃。
曹操派出鍾繇圍攻呼廚泉不下而郭援攻至，鍾繇命令張既說服馬騰投降，聯合攻打郭援。鍾繇預料郭援剛愎好勝，必定輕敵渡河。郭援渡河半途中被鍾繇聯合馬騰軍夾擊，於亂軍中慘遭馬騰部將龐德劈下頭顱，鍾繇見郭援首級而泣。之後龐德向鍾繇謝罪，鍾繇卻回答：「郭援雖然是我外甥，但他是國賊，你為什麼要向我謝罪？」

### 漫畫
- 《火鳳燎原》（陳某）: 於官渡之戰篇中登場，得悉袁方大敗而撤退，後來乘着曹操與袁尚於黎陽交戰時，和高幹及呼廚泉聯合馬騰兵下絳縣守將賈逵投降[2]，後來和司馬懿在南下洛陽時遇上馬超部隊為龐德所殺，實際上為人心思細密見勢色不對而改走下策[3]